# Orjaški ozkoglavi medved
Orjaški ozkoglavi medved (znanstveno ime Arctodus simus yukonensis) je izumrla vrsta medveda, ki je živela v srednjem in poznem pleistocenu.

## Lastnosti
Arctodus s. je bil največji severnoameriški kopenski mesojedec tistega obdobja, s plečno višino meter in pol,, in dobrimi 3 metri višine na zadnjih nogah. Razvil se je pred okrog 800.000 leti, izumrl pa pred okrog 12.500 leti. Orjaški ozkoglavi medved je tehtal od 700 do 1100 kg. O njegovih prehranjevalnih navadah obstajata dve teoriji: ena od njih pravi, da je bil vsejedec, in se je zadovoljil z vso hrano, ki ga je obkrožala, druga pa, da je bil le mesojedec. Kakšno hitrost je lahko dosegel, ni natančno znano, znanstveniki zaradi dolgih nog, ki jih je imel, predvidevajo, da od 50 km/h do 65 km/h, vendar plena ni mogel dolgo zasledovati, saj njegovi prednji nogi med dolgim tekom nista mogli prenesti tolikšne teže. Arctodus s. je bil v primerjavi z današnjimi medvedi višji, vitkejši, gibčnejši in hitrejši.

## Razširjenost
Arctodus simus je živel v severni Ameriki, natančneje predvsem na zahodu, od Aljaske do Mehike.